# Va, pensiero

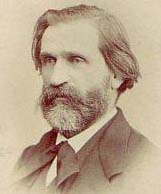
Giuseppe Verdi

Va, pensiero sull'ali dorate (Nederlands: Vlieg, gedachte, op gouden vleugels),  in het Nederlands meestal aangeduid als Slavenkoor, is de titel van een koor uit het derde bedrijf van de opera Nabucco van Giuseppe Verdi uit 1842, waarvan het libretto werd geschreven door Temistocle Solera. De tekst van het lied zou geïnspireerd kunnen zijn op psalm 137. Hoewel niet zeker is dat Verdi dit ook beoogde, werd het lied (Oh mia patria sì bella e perduta! - O, mijn vaderland, zo mooi en zo verloren) het lijflied van de Italiaanse eenwording. Het lied is ook wel voorgesteld als volkslied van het Koninkrijk Italië. Volgens de overlevering was de tekst van Va, pensiero het eerste dat Verdi onder ogen kwam van het libretto van deze opera.

## Tekst
| Italiaans | Nederlandse vertaling |
| --- | --- |

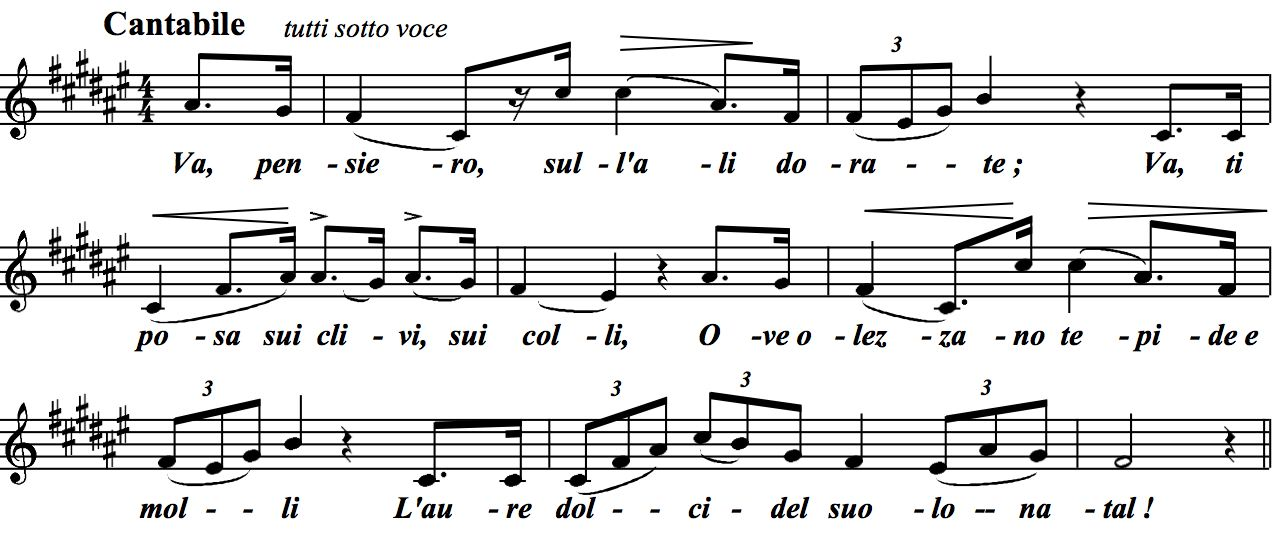
partituur

| Va, pensiero, sull'ali dorate; va, ti posa sui clivi, sui colli, ove olezzano tepide e molli l'aure dolci del suolo natal! Del Giordano le rive saluta, di Sionne le torri atterrate... Oh mia patria sì bella e perduta! Oh membranza sì cara e fatal! Arpa d'or dei fatidici vati, perché muta dal salice pendi? Le memorie nel petto raccendi, ci favella del tempo che fu! O simile di Sòlima ai fati traggi un suono di crudo lamento, o t'ispiri il Signore un concento che ne infonda al patire virtù. (3x) Al patire virtù! | Ga, gedachte, op uw gouden vleugels; ga, strijk neer op de hellingen, op de heuvels, waar lauw en zacht de zoete briesjes van de geboortegrond geuren! Groet de oevers van de Jordaan, de verwoeste torens van Zion... O mijn vaderland, zo schoon en verloren! O gedachtenis, zo dierbaar en noodlottig! Gouden harp van de profetische zieners, waarom hangt gij zwijgend aan de wilg? Ontsteek de herinneringen weer in onze borst, verhaal ons van de tijd die was! Of hef een klank van bitter geweeklaag aan, overeenkomstig het lot van Solima [= Jeruzalem], of laat de Heer u inspireren tot een harmonie die ons kracht voor het lijden inboezemt. (3x) Kracht voor het lijden! |

## Bewerkingen
- In 1972 had de Duitse schlagerzanger Freddy Breck een hit met Überall auf der Welt, geschreven op de melodie van het Slavenkoor.
- In 1972 bracht De Zangeres Zonder Naam de single Zwarte slaven uit, met een Nederlandse tekst op de melodie van het Slavenkoor.
- In 1981 neemt Nana Mouskouri het lied op voor haar album Je Chante Avec Toi Liberté.
- In 1988 maakte Tom Parker, binnen The young Verdi, een project met het koor New London Chorale, een eigen versie van het lied, onder de titel "Wings of gold".
- In 1989 bracht de Nederlandse zanger Piet Veerman een Engelse tekst uit op single, op de melodie van het Slavenkoor onder de titel Cry of freedom.
- In 1997 voerde de Italiaanse popzanger Zucchero het lied uit tijdens een tournee in de Verenigde Staten en maakte een opname die in verschillende landen in de hitparade kwam.
- Het clublied van PEC Zwolle is geschreven op de melodie van het Slavenkoor.[3]

## Sissi-scène
Het lied komt voor in een beroemde scène in de speelfilm Sissi – De woelige jaren (1957). De scène vertolkt dat in Milaan een galaconcert wordt gegeven ter ere van het keizerlijk paar (Sissi en haar man Franz Josef) dat daar op bezoek is. Uit protest tegen de Oostenrijkse overheersing laat de lokale adel echter verstek gaan en men stuurt bedienden als plaatsvervangers. Deze heffen demonstratief het Slavenkoor aan.